# Lista de senadores do Brasil da 22.ª legislatura
Esta é a lista de senadores do Brasil da 22.ª legislatura do Congresso Nacional. Inclui-se o nome civil dos parlamentares, o partido ao qual eram filiados na data da posse, sua unidade federativa de origem, bem como outras informações. Esta legislatura do Senado Federal durou de 15 de novembro de 1891 a 14 de novembro de 1894.

## Mesa diretora
| Imagem | Cargo                                          | Nome                                                 | Estado            |
| ------ | ---------------------------------------------- | ---------------------------------------------------- | ----------------- |
|        | Presidente (Como Vice-Presidente da República) | Prudente de Moraes                                   | São Paulo         |
|        | 1° Vice-Presidente                             | Antônio Silva Canedo (Antônio Amaro da Silva Canedo) | Goiás             |
|        | 2° Vice-Presidente                             | Ubaldino do Amaral (Ubaldino do Amaral Fontoura)     | Paraná            |
|        | 1° Secretário                                  | José Antônio Saraiva                                 | Maranhão          |
|        | 2° Secretário                                  | Aristides Lobo (Aristides da Silveira Lobo)          | Distrito Federal  |
|        | 3° Secretário                                  | Eduardo Wandenkolk                                   | Distrito Federal  |
|        | 4° Secretário                                  | Ruy Barbosa (Ruy Barbosa de Oliveira)                | Bahia             |
|        | 1° Suplente                                    | Cristiano Ottoni (Cristiano Benedito Ottoni)         | Minas Gerais      |
|        | 2° Suplente                                    | Theodureto Souto (Theodureto Carlos de Faria Souto)  | Ceará             |
|        | 3° Suplente                                    | Campos Salles (Manoel Ferraz de Campos Salles)       | São Paulo         |
|        | 4° Suplente                                    | Pinheiro Machado (José Gomes Pinheiro Machado)       | Rio Grande do Sul |

## Senadores em exercício ao fim da legislatura
| Imagem              | Nome                                                                 | Início de mandato       | Fim de mandato         | Observações                                                        |
| Alagoas             | Alagoas                                                              | Alagoas                 | Alagoas                | Alagoas                                                            |
| ------------------- | -------------------------------------------------------------------- | ----------------------- | ---------------------- | ------------------------------------------------------------------ |
|                     | Messias de Gusmão (Manuel Messias de Gusmão Lyra)                    | 1° de fevereiro de 1891 | 31 de janeiro de 1897  | [ 1 ]                                                              |
|                     | Pedro Paulino (Pedro Paulino da Fonseca)                             | 26 de outubro de 1890   | 18 de setembro de 1893 | [ 2 ]                                                              |
|                     | Cassiano Tavares Bastos (Cassiano Cândido Tavares Bastos)            | 1° de fevereiro de 1891 | 14 de novembro de 1894 | [ 3 ]                                                              |
| Amazonas            |                                                                      |                         |                        |                                                                    |
|                     | Francisco Machado (Manuel Francisco Machado)                         | 15 de novembro de 1891  | 31 de janeiro de 1900  | Barão de Solimões                                                  |
|                     | Joaquim Sarmento (Joaquim José Pais da Silva Sarmento)               | 15 de novembro de 1891  | 14 de novembro de 1902 | Governador do Amazonas (1884)                                      |
|                     | Leovigildo Coelho (Joaquim Leovigildo de Souza Coelho)               | 15 de novembro de 1891  | 14 de novembro de 1894 | [ 6 ]                                                              |
| Bahia               |                                                                      |                         |                        |                                                                    |
|                     | Luís Viana (Luiz Vianna)                                             | 15 de novembro de 1891  | 6 de março de 1896     | Governador da Bahia (1896-1900)                                    |
|                     | Ruy Barbosa (Ruy Barbosa de Oliveira)                                | 15 de novembro de 1891  | 10 de março de 1921    | Renunciou o mantado em 1921                                        |
|                     | Virgílio Damásio (Virgílio Clímaco Damásio)                          | 15 de novembro de 1891  | 14 de novembro de 1894 | Governador da Bahia (1889-1990)                                    |
| Ceará               |                                                                      |                         |                        |                                                                    |
|                     | Joaquim Catunda (Joaquim de Oliveira Catunda)                        | 15 de novembro de 1891  | 28 de julho de 1907    | Faleceu no exercício do cargo                                      |
|                     | Theodureto Souto (Theodureto Carlos de Faria Souto)                  | 15 de novembro de 1891  | 14 de novembro de 1894 | [ 12 ]                                                             |
|                     | João Cordeiro                                                        | 15 de novembro de 1891  | 8 de agosto de 1905    | [ 13 ]                                                             |
| Espírito Santo      |                                                                      |                         |                        |                                                                    |
|                     | Domingos Vicente (Domingos Vicente Gonçalves de Sousa)               | 15 de novembro de 1891  | 31 de dezembro de 1899 | Prefeito de Viana (1900-1908)                                      |
|                     | Gil Goulart (Gil Diniz Goulart)                                      | 15 de novembro de 1891  | 31 de dezembro de 1896 | [ 15 ]                                                             |
|                     | José Monteiro de Barros (José Cesário de Miranda Monteiro de Barros) | 15 de novembro de 1891  | 30 de setembro de 1893 | Governador de Alagoas (1888-1889)                                  |
| Distrito Federal    |                                                                      |                         |                        |                                                                    |
|                     | Eduardo Wandenkolk                                                   | 15 de novembro de 1891  | 25 de novembro de 1899 | Chefe do Estado maior da Armada (1900-1901)                        |
|                     | Saldanha Marinho (Joaquim Saldanha Marinho)                          | 15 de novembro de 1891  | 27 de maio de 1895     | Faleceu no exercício do cargo                                      |
|                     | Aristides Lobo (Aristides da Silveira Lobo)                          | 1° de janeiro de 1892   | 23 de julho de 1896    | Faleceu no exercício do cargo                                      |
| Goiás               |                                                                      |                         |                        |                                                                    |
|                     | Antônio Silva Canedo (Antônio Amaro da Silva Canedo)                 | 15 de novembro de 1891  | 4 de Agosto de 1895    | Faleceu no exercício do cargo                                      |
|                     | Joaquim de Sousa (José Joaquim de Sousa)                             | 15 de novembro de 1891  | 31 de janeiro de 1909  | Governador de Goiás (1889-1890)                                    |
|                     | Antônio Paranhos (Antônio da Silva Paranhos)                         | 15 de novembro de 1891  | 25 de setembro de 1893 | [ 22 ]                                                             |
| Maranhão            |                                                                      |                         |                        |                                                                    |
|                     | João Pedro Belfort (João Pedro Belfort Vieira)                       | 15 de novembro de 1891  | 31 de dezembro de 1897 | Nomeado Ministro do STF em 1897                                    |
|                     | José Lopes de Gomensoro (José Secundino Lopes de Gomensoro)          | 15 de novembro de 1891  | 28 de dezembro de 1893 | [ 24 ]                                                             |
|                     | José Antônio Saraiva                                                 | 15 de novembro de 1891  | 14 de novembro de 1894 | Suplente e Conselheiro, Presidente do Conselho de Ministros (1885) |
| Mato Grosso         |                                                                      |                         |                        |                                                                    |
|                     | Joaquim Murtinho (Joaquim Duarte Murtinho)                           | 15 de novembro de 1891  | 19 de novembro de 1896 | Ministro da Indústria, Viação e Obras Públicas (1896-1897)         |
|                     | Aquelino do Amaral (Aquelino Leite do Amaral Coutinho)               | 15 de novembro de 1891  | 2 de outubro de 1899   | [ 27 ]                                                             |
|                     | Antônio Pinheiro Guedes                                              | 15 de novembro de 1891  | 14 de novembro de 1894 | [ 28 ]                                                             |
| Minas Gerais        |                                                                      |                         |                        |                                                                    |
|                     | Felício dos Santos (Joaquim Felício dos Santos)                      | 15 de novembro de 1891  | 21 de outubro de 1895  | Faleceu no exercício do cargo                                      |
|                     | Cristiano Ottoni (Cristiano Benedito Ottoni)                         | 8 de fevereiro de 1892  | 18 de maio de 1896     | Faleceu no exercício do cargo                                      |
|                     | Américo Lobo (Américo Lobo Leite Pereira)                            | 15 de novembro de 1891  | 15 de novembro de 1893 | Nomeado Ministro do STF (1894-1903)                                |
| Pará                |                                                                      |                         |                        |                                                                    |
|                     | Antônio Baena (Antônio Nicolau Monteiro Baena)                       | 15 de novembro de 1891  | 31 de janeiro de 1897  | [ 32 ]                                                             |
|                     | Manuel Barata (Manuel de Mello Cardoso Barata)                       | 15 de novembro de 1891  | 14 de novembro de 1906 | [ 33 ]                                                             |
|                     | José Paes de Carvalho                                                | 15 de novembro de 1891  | 31 de dezembro de 1893 | Governador do Pará (1897-1901)                                     |
| Paraíba             |                                                                      |                         |                        |                                                                    |
|                     | José de Almeida Barreto                                              | 1° de fevereiro de 1891 | 14 de novembro de 1906 | [ 35 ]                                                             |
|                     | Firmino da Silveira (Firmino Gomes da Silveira)                      | 1° de fevereiro de 1891 | 14 de novembro de 1894 | [ 36 ]                                                             |
|                     | João Neiva (João Soares Neiva)                                       | 1° de fevereiro de 1891 | 31 de janeiro de 1897  | [ 37 ]                                                             |
| Paraná              |                                                                      |                         |                        |                                                                    |
|                     | Santos Andrade (José Pereira dos Santos Andrade)                     | 1° de fevereiro de 1891 | 21 de junho de 1895    | Governador do Paraná (1896-1900)                                   |
|                     | Generoso Marques (Generoso Marques dos Santos)                       | 30 de novembro de 1891  | 16 de novembro de 1893 | Governador do Paraná (1891)                                        |
|                     | Ubaldino do Amaral (Ubaldino do Amaral Fontoura)                     | 15 de novembro de 1891  | 31 de dezembro de 1893 | Nomeado Ministro do STF (1894-1896)                                |
| Pernambuco          |                                                                      |                         |                        |                                                                    |
|                     | José Higino Pereira (José Hygino Duarte Pereira)                     | 15 de novembro de 1891  | 3 de junho de 1892     | Nomeado Ministro do STF (1892-1897)                                |
|                     | José Simeão (José Simeão de Oliveira)                                | 1° de fevereiro de 1891 | 22 de novembro de 1891 | Ministro da Guerra (1891-1892)                                     |
|                     | Frederico Serrano (Frederico Guilherme de Souza Serrano)             | 15 de novembro de 1891  | 14 de novembro de 1894 | [ 43 ]                                                             |
| Piauí               |                                                                      |                         |                        |                                                                    |
|                     | Eliseu de Sousa (Eliseu de Sousa Martins)                            | 15 de novembro de 1891  | 14 de novembro de 1894 | [ 44 ]                                                             |
|                     | Joaquim Cruz (Joaquim Antônio da Cruz)                               | 15 de novembro de 1891  | 31 de janeiro de 1900  | [ 45 ]                                                             |
|                     | Theodoro Pacheco (Theodoro Alves Pacheco)                            | 1° de fevereiro de 1891 | 29 de novembro de 1891 | Faleceu no exercício do cargo                                      |
| Rio de Janeiro      |                                                                      |                         |                        |                                                                    |
|                     | João Baptista Laper                                                  | 15 de novembro de 1891  | 22 de dezembro de 1896 | [ 47 ]                                                             |
|                     | Brás Carneiro (Brás Carneiro Nogueira da Gama)                       | 15 de novembro de 1891  | 31 de dezembro de 1893 | Filho do Conde de Baependi                                         |
|                     | Quintino Bocaiúva (Quintino Antônio Ferreira de Sousa Bocayuva)      | 4 de dezembro de 1892   | 30 de dezembro de 1900 | Governador do Rio de Janeiro (1900-1903)                           |
| Rio Grande do Norte |                                                                      |                         |                        |                                                                    |
|                     | Oliveira Galvão (José Pedro de Oliveira Galvão)                      | 13 de janeiro de 1890   | 2 de outubro de 1896   | Faleceu no exercício do cargo                                      |
|                     | José Bernardo (José Bernardo de Medeiros)                            | 1° de fevereiro de 1891 | 15 de janeiro de 1907  | Faleceu no exercício do cargo                                      |
|                     | Amaro Cavalcanti                                                     | 15 de janeiro de 1890   | 26 de dezembro de 1893 | [ 52 ]                                                             |
| Rio Grande do Sul   |                                                                      |                         |                        |                                                                    |
|                     | Pinheiro Machado (José Gomes Pinheiro Machado)                       | 1° de janeiro de 1890   | 8 de setembro de 1915  | Presidente do Senado Federal (1902-1903)                           |
|                     | Ramiro Barcellos (Ramiro Fortes de Barcellos)                        | 1° de fevereiro de 1891 | 14 de novembro de 1906 | [ 54 ]                                                             |
|                     | Júlio Frota (Júlio Anacleto Falcão da Frota)                         | 6 de maio de 1890       | 5 de março de 1909     | [ 55 ]                                                             |
| Santa Catarina      |                                                                      |                         |                        |                                                                    |
|                     | Raulino Horn (Raulino Júlio Adolfo Horn)                             | 15 de novembro de 1891  | 9 de outubro de 1899   | Prefeito de Florianópolis (1899-1901)                              |
|                     | Antônio Esteves Jr (Antônio Justiniano Esteves Júnior)               | 1° de janeiro de 1891   | 9 de março de 1900     | Faleceu no exercício do cargo                                      |
|                     | Luiz Delphino (Luiz Delphino dos Santos)                             | 15 de novembro de 1891  | 14 de novembro de 1894 | [ 58 ]                                                             |
| São Paulo           |                                                                      |                         |                        |                                                                    |
|                     | Prudente de Moraes (Prudente José de Moraes Barros)                  | 15 de novembro de 1890  | 15 de novembro de 1894 | Presidente da República (1894-1898)                                |
|                     | Rodrigues Alves (Francisco de Paula Rodrigues Alves)                 | 3 de maio de 1893       | 14 de novembro de 1894 | Presidente da República (1902-1906)                                |
|                     | Campos Salles (Manoel Ferraz de Campos Salles)                       | 16 de novembro de 1889  | 30 de abril de 1896    | Presidente da República (1898-1902)                                |
| Sergipe             |                                                                      |                         |                        |                                                                    |
|                     | Coelho e Campos (José Luís Coelho e Campos)                          | 11 de fevereiro de 1890 | 20 de dezembro de 1913 | Nomeado Ministro do STF em 1913                                    |
|                     | Manuel Rosa Jr (Manuel da Silva Rosa Júnior)                         | 15 de novembro de 1891  | 31 de janeiro de 1900  | [ 63 ]                                                             |
|                     | Tomás Rodrigues (Tomás Rodrigues da Cruz)                            | 15 de novembro de 1891  | 14 de novembro de 1894 | [ 64 ]                                                             |